# Mondfinsternis vom 28./29. September 424 v. Chr.
Die in babylonischen Quellen notierte Mondfinsternis vom 28./29. September 424 v. Chr. gehört zur Gattung der ACT-Texte. Besondere Bedeutung erlangte diese Aufzeichnung durch Bezug auf den achämenidischen König Artaxerxes I. Heute befindet sich die Keilschrifttafel BM 34787 im British Museum zu London.

## Babylonische Erwähnung
Bei dem erwähnten astronomischen Ereignis handelte es sich um eine partielle Mondfinsternis, die aufgrund der Angaben im Keilschrifttext genau zu datieren war. Die Mondfinsternis fiel in ein Schaltjahr des babylonischen Kalenders und begann in den späten Abendstunden des 28. September 424 v. Chr. Der Schreiber des babylonischen Keilschrifttextes vermerkte die genaue Zeitangabe der Mondfinsternis:

„[Artaxerxes I. 41. Jahr]: In der Nacht des 14. Ululu begann 50 deg nach Sonnenuntergang die Bedeckung des Mondes. Der Himmel war bewölkt.“